# Kalniczka
Kalniczka (Tarnawa) – potok górski, dopływ Osławy o długości 24,22 km i powierzchni działu wód ok. 75 km².
Płynie w woj. podkarpackim w gminie Zagórz. Łączy się z potokiem Tarnawką powyżej miejscowości Kalnica, a do Osławy uchodzi za wsią Tarnawa Dolna.
Dolina Kalniczki jest miejscem zimowania żubrów.